# 額田町
額田町（ぬかたちょう）は、かつて愛知県額田郡にあった町。現在は岡崎市に編入され額田地区となっている。

## 概要
古くから源氏や足利氏などの豪族と関わりの深い土地であり、天恩寺などがそれの代表である。
製造品出荷額（2002年）は1023億6209万円（工業統計）で、主な産業は輸送機器、金属製品、食料品、窯業土石である。矢作川水系のうち男川流域は片麻岩系、北部の乙川流域は花崗岩系で、前者の桜井寺には珪石鉱業が、乙川流域の形埜・下山地区は花崗岩採掘、石灯籠加工などが盛んである。林産物で磨（みがき）丸太、間伐材活用品、シイタケなどの生産品がある。現在ではゲンジボタル保全から旧鳥川小学校の校舎を使い鳥川ホタル保全会が環境保全活動をしている。額田工業団地の造成により、製造業の発展もみられる。旧町域の約9割が山地であり、人口は2005年国勢調査時に9,103人。
観光拠点にくらがり渓谷（石原）、かおれ渓谷（桜形）、おおだの森（夏山、鬼沢）、岡崎市こども自然遊びの森 わんPark
（淡渕）、愛知県野外教育センター（千万町）、本宮山などがあり、千万町茅葺屋敷も2014年3月まであった。また、地上デジタル放送送信設備豊橋中継局が町内の本宮山山頂にある。

## 地理
東西13.1km、南北15.0 kmのほぼ平行四辺形型をしている。面積は160.25km2。

### 位置
三河山地の南西部に位置する額田町は、岡崎市の東部を占める地区であり、名古屋市から約46kmの距離にある。西から時計回りに岡崎市、豊田市、新城市、豊川市が隣接する。

### 地形
町北部を流れる乙川、町南部を流れる男川（いずれもおとがわ）の2つの河川を中心に22の河川が存在し、それによって谷底平野を形成している。それにより山の斜面は急になっている。町内の河川は一部区域を除いて男川漁業協同組合が漁業権を持っている。
町の全域が三河高原からなる山林、森林でスギ、ヒノキ、マツなどの針葉樹の美林が多く、町の西部から東部に向かって丘陵が続き、町の最東部には額田町最高峰、本宮山（標高789m）や千万町地区の巴山（標高719m）など、著名な山が存在する。これにより河川は必然的に西に流れ、流路は東西方向になる。その流域には集落が点在したため、道路も東西交通路が古くより発達した。町北部の大沼街道・挙母街道や南部を通る作手街道は、ほとんど東西方向の街道である。また大字切山にはうつぎ坂と呼ばれる自然地名がある。
町内での山地の面積の割合は約87%。それ以外の土地は住宅地の他に、水田や畑地として使われている。耕地面積は、7.49 km2で全体の4.7%であり、そのうち水田が全体の3.6%畑が全体の1.1%である。おもな農産物の生産は、宮崎茶（茶）や千万町のコンニャクイモ（コンニャク）、花木、果樹、クワなどを栽培している。
道路の峡部など道路状況が悪い箇所が多く、岡崎市街と比べると交通が不便で、子供や若者の流出による人口減少、過疎が進展している状況にある。

### 河川
乙川水系
| - 乙川 - 大高味川 - 保久川 | - 冨尾川 - 毛呂川 | - 小久田川 - 大法川 |

男川水系
| - 男川 - 鹿勝川 - 夏山川 | - 平針川 - 鳥川川 - 大栗川 | - 奥明見川 - 室合内川 - 雨山川 | - 河原川 - 大原川 - 乙女川（大洞川） |

 その他 
- 巴川
- 郡界川
- 青木川

### 気候
例年、年平均気温は15.2℃、最高気温は32℃、最低気温は-4℃、年間総降水量は1750mmほどである。
年平均降水量
| 年（昭和） | 形埜小学校男川水系 | 宮崎小学校男川水系 |
| ---------- | ------------------ | ------------------ |
| 38〜47     | 1597mm             | 1676mm             |
| 48〜57     | 1644mm             | 1992mm             |

※旧建設省豊橋工事事務所調査

## 歴史
室町時代や、戦国時代に額田に日近城など多くの山城が建造され、額田三大合戦と言われる日近合戦、雨山合戦、滝山合戦などの大きな戦いも起こった。奥平氏には奥平氏の重臣12家のうち6家が額田に在住した。
町内には多くの寺院、神社が在り大字片寄字山下の天恩寺にある山門・仏殿は国指定の重要文化財。他にも多数の仏殿などが県指定文化財に指定されている。旧町域には中世以前宝飯郡であった地区（大代・雨山・河辺・栃原）がある。

## 沿革
- 廃藩置県以前、町域は岡崎藩、西大平藩、磐城平藩、野村藩（美濃野村藩）の領地ならびに天領、旗本・寺社領であった。
- 1956年（昭和31年）
  - 9月30日 - 額田郡豊富村、宮崎村、形埜村、額田郡下山村の一部が合併し、額田町が発足。
  - 12月10日 - 「額田町町歌」（作詞：藤井静、作曲：冨田勲）を制定。
- 2006年（平成18年）1月1日 - 岡崎市に編入。同日額田町廃止。

## 行政
| 歴代町長 - 片岡 悦太郎 - 小林 政之助 - 鈴木 稔 - 荻野 弘 - 片岡 佶 - 中略 - 鈴木 啓允 | 支所 - 形埜支所 - 宮崎支所 - 下山支所 |

## 経済
製造品出荷額（2002年）は1023億6209万円（工業統計）で、主な産業は輸送機器、金属製品、食料品、窯業土石である。
町の業種別工業出荷額の推移
- ×は公表を差し控えた企業、-は生産しない企業
- 昭和57年・昭和59年は従業員4人以上の工場の合計金額

| 産業           | 昭和47 | 昭和49 | 昭和51 | 昭和53  | 昭和55  | 昭和57  | 昭和59  |
| -------------- | ------ | ------ | ------ | ------- | ------- | ------- | ------- |
| 食料品         | 10518  | 13857  | 17478  | 71617   | 262755  | 349314  | 333100  |
| 繊維工業       | 14264  | 15315  | 28855  | 30791   | 48693   | 20900   | 19200   |
| 衣類身回り品   | ×      | ×      | 1761   | 23054   | 39046   | ×       | 38800   |
| 木材製品       | 22622  | 40434  | 40738  | 30059   | 44070   | 45813   | 45400   |
| 家具装飾品     | ×      | 12249  | ×      | -       | -       | ×       | 6400    |
| 出版印刷       | -      | -      | -      | ×       | -       | -       | 1500    |
| 化学工業       | -      | -      | -      | -       | -       | ×       | 43000   |
| 窯業・土石製品 | 48068  | 101931 | 79430  | 116441  | 150828  | 723882  | 107400  |
| 鉄鋼業         | -      | -      | -      | ×       | 990686  | ×       | 991900  |
| 金属製品       | 785    | 3519   | 253913 | 516086  | 159136  | 459962  | 681000  |
| 機械           | 105603 | 208151 | 24258  | 35548   | 402252  | 71214   | 160600  |
| 電気機械       | ×      | ×      | ×      | 8269    | ×       | -       | 700     |
| 輸送機械       | 52055  | 106794 | 296559 | 508306  | 678473  | 668600  | 1040000 |
| その他         | ×      | ×      | ×      | ×       | -       | -       | 991100  |
| 総額           | 261105 | 513371 | 767276 | 1362374 | 2427569 | 3316509 | 4380100 |

### 工業
- スタンレー電気岡崎製作所
- デンソー額田テストコース
- トヨタ部品愛知共販(現・トヨタモビリティパーツ)額田センター
- 豊田鉄工額田工場

## 施設
| 医療 - 額田北部診療所 - 宮崎診療所 消防（岡崎市消防本部） - 額田出張所 - 形埜出張所（岡崎市に編入後） | 自治 - 樫山駐在所 - 宮崎駐在所 - 桜形駐在所 - 保久駐在所 | その他 - 岡崎市額田センター - 岡崎市立額田図書館 - 岡崎森林組合 - 愛知県野外教育センター - 岡崎市こども自然遊びの森 わんPark - レストハウスくらがり - 千万町茅葺屋敷（2014年3月末に廃止） | 郵便 - 額田郵便局 - 宮崎郵便局 - 形埜郵便局 - 額田保久簡易郵便局 |

### 簡易水道
町内全域では簡易水道を使用し、水道水を供給している。
建設は桜形簡易水道に始まり、南部簡易水道、宮崎簡易水道、夏山簡易水道、保久簡易水道、北部簡易水道が完成し、使用されている。
男川水系水道施設概要
| 施設名             | 計画1日最大供給量（m3） | 計画給水人口（人） | 設置年度           |
| ------------------ | ----------------------- | ------------------ | ------------------ |
| 牧原簡易給水施設   | 7.05                    | 47                 | 昭和46年           |
| 室合内簡易給水施設 | 7.0                     | 35                 | 昭和58年           |
| 宮崎簡易水道       | 258.0                   | 997                | 昭和53年           |
| 南部簡易水道       | 2120.0                  | 4370               | 昭和49年〜昭和51年 |
| 河原簡易給水施設   | 12.0                    | 80                 | 昭和50年           |
| 大代簡易給水施設   | 14.7                    | 98                 | 昭和47年           |
| 夏山簡易水道       | 114.0                   | 532                | 昭和54年           |
| 寺野飲料水供給施設 | 18.4                    | 92                 | 昭和55年           |
| 計                 | 2551.15                 | 6251               |                    |

乙川水系水道施設概要
| 施設名             | 計画1日最大供給量（m3） | 計画給水人口（人） | 設置年度           |
| ------------------ | ----------------------- | ------------------ | ------------------ |
| 木下飲料水供給施設 | 14.85                   | 99                 | 昭和51年           |
| 桜形簡易水道       | 100.0                   | 540                | 昭和46年〜昭和47年 |
| 北部簡易水道       | 300.0                   | 760                | 昭和59年〜昭和60年 |
| 小楠簡易給水施設   | 6.75                    | 45                 | 昭和51年           |
| 保久簡易水道       | 66.0                    | 269                | 昭和56年〜昭和57年 |
| 計                 | 487.60                  | 1713               |                    |

## 教育
現在は全て岡崎市立となっている。

### 保育園
- 額田町立豊富保育園
- 額田町立宮崎保育園
- 額田町立形埜保育園
- 額田町立下山保育園

### 小学校
- 額田町立夏山小学校
- 額田町立形埜小学校
- 額田町立豊富小学校
- 額田町立宮崎小学校
- 額田町立下山小学校
- 額田町立鳥川小学校
- 額田町立大雨河小学校
- 額田町立千万町小学校

### 中学校
- 額田町立額田中学校

## 交通
町内に鉄道は走っていない。鉄道を利用する際の最寄り駅は、名古屋鉄道（名鉄）名古屋本線本宿駅。

### 道路
| 新東名高速道路が町域を通っていたが、IC等は存在しなかった。現在は旧町域に岡崎東ICが開通している。 都市計画道路 - 国道473号 - 岡崎額田バイパス 一般国道 - 国道301号 - 国道473号 主要地方道 - 愛知県道35号岡崎設楽線 - 愛知県道36号阿蔵本宿線 - 愛知県道37号岡崎清岳線 一般県道 - 愛知県道331号一色小久田線 - 愛知県道333号切山夏山線 - 愛知県道334号千万町豊川線 - 愛知県道335号南大須鴨田線 - 愛知県道336号東蘭鍛埜線 - 愛知県道377号豊川片寄線 - 愛知県道382号一宮額田線 - 愛知県道477号東大見岡崎線 - 本宮山スカイライン - 愛知県道526号本宮山作手保永線 - 愛知県道527号本宮山作手白鳥線 |

### バス路線
名鉄バス
- 本宿駅 - 額田役場前
- 額田役場前 - くらがり渓谷
- 東岡崎駅 - 桜形

町バス
- 額田地域内交通
  - ささゆりバス（下山地区。豊栄交通に運行委託）
    - 岡崎げんき館前・洞町・市民病院 - 豊田鉄工前 - 中伊 - 外山 - 保久 - 冨尾西 - 桃ヶ久保 - 北部診療所

  - 乙川バス（自由乗り降り区間あり。形埜地区）
    - 南大須・鍛埜線
      - 右回り：桜形 → 南大須公民館 → 小屋沢上 → 下部上 → 大山上 → 法味上 → 須渕橋 → 鍛埜 → 大林 → 栃本団地 → 北部診療所 → 桜形
      - 左回り：桜形 → 北部診療所 → 栃本団地 → 大林 → 鍛埜 → 須渕橋 → 法味上 → 大山上 → 下部上 → 小屋沢上 → 南大須公民館 → 桜形

    - 切山・小久田線
      - 桜形 - 北部診療所 - 井口 - 小楠 - 赤田和中 - 空屋敷辻 - 大沢 - 切山横手辻 - 木挽沢 - 大ゾレ - 上一色平

    - 毛呂・井沢線
      - 桜形 - 北部診療所 - 井口 - 下毛呂 - 毛呂中 - 上毛呂 - うつぎ - 竹沢連橋 - 井沢公民館 - 若林 - 本郷入口 - 本郷

  - のってこバス（宮崎地区。西三交通に運行委託）
    - のってこ1号（大雨河地区）
      - 宮崎小学校 - 宮崎学区市民ホーム前 - 十王堂前 - ナカシバ電工前 - 雨山公民館 - 熱田神社 - 東河原口 - 東河原公民館前 - 高雲寺

    - のってこ2号（千万町地区）
      - 宮崎小学校 - 牧原バス停 - 宮崎学区市民ホーム前 - 明見バス停 - 木下公民館 - 小学校三叉路 - 千万町中 - 千万町上

  - ほたるバス（豊富地区）
    - 鳥川線
      - 星野医院 - 額田支所前 - 豊富小学校 - ハズノモト - 下辻 - 小デノ沢 - 宮前 - 市道

    - 夏山・鳥川線
      - 星野医院 - 額田支所前 - 豊富小学校 - ハズノモト - 下辻 - 小デノ沢 - 宮前 - 市道 - 鬼沢公民館 - 寺野（公民館入口） - 夏山橋 - 平針（観音堂）

### 街道
- 樫山街道
- 挙母街道
- 大沼街道
- 宮崎街道
- 作手街道
- 下山街道

## 文化財
国指定文化財
- 天恩寺仏殿
- 天恩寺山門

県指定文化財
- 桜井寺の磬
- 千万町の神楽
- 寺野の大クス
- 切山の大スギ
- 大川神明宮の舞台
- 万足平の獅垣

## 名所・旧跡・観光スポット・祭事・催事

### 史跡
町内に残っている城址・城跡の形状は山城や丘城で、ほとんどが室町末期に造築、使用された城である。
旧豊富村
- 鹿勝川城
- 小金城
- 夏山城
- 夏山城山城
- 鳥川城

旧宮崎村
- 黒谷城
- 千万町城
- 阿知波城（雨山城）
- 久保城
- 滝山城

旧形埜村
- 日近城
- 柳田城
- 大川城
- 麻生城
- 麻生古城
- 大林城
- 土城
- 赤田和城
- 毛呂城

旧下山村
- 保久城
- 中保久城
- 伊ヶ谷城
- 冨尾城

### 神社
- 須賀神社（樫山）
- 若宮八幡宮（鳥川）
- 八幡宮（片寄）
- 夏山八幡宮（夏山）
- 桜形神社（桜形）
- 神明宮（大高味）

### 寺院
- 桜井寺（桜井寺）
- 天恩寺（片寄）
- 少林寺（明見）
- 阿弥陀寺（桜形）
- 専念寺（桜形）
- 広祥院（桜形）

### イベント・祭り
- 須賀神社大祭 - 4月
- 八剱神社春の大祭 - 4月
- 夏山八幡宮火祭り - 10月
- 石座神社例大祭 - 10月
- 日吉神社秋の例大祭 - 10月

### 名物
- 宮崎茶
- ぬかた味噌

## 出身著名人
- 藤川一秋 - 実業家、参議院議員
- 中根寛 - 洋画家
- 平泉成 - 俳優
- とりいかずよし - 漫画家
- 竹内敏信 - 写真家